# Cyrtoxipha apiata
Cyrtoxipha apiata är en insektsart som beskrevs av Otte, D. och Perez-gelabert 2009. Cyrtoxipha apiata ingår i släktet Cyrtoxipha och familjen syrsor. Inga underarter finns listade i Catalogue of Life.